# Sistema Stonewall
El sistema (atac) Stonewall o mur de pedra és una obertura d'escacs, una variant de la partida del peó de dama. És caracteritzat pels moviments de les blanques 1.d4, 2.e3, 3.f4 i 4.c3, normalment jugant 5.Ad3 també, encara que els moviments no es facin sempre en aquest ordre (vegeu transposició). L'stonewall és un sistema, un esquema de les blanques, més que una variant concreta. Si les blanques munten una formació així, és anomenada un Stonewall sense tenir en compte com decideixin defensar-se les negres. Quan les negres estableixen una formació Stonewall, amb peons a c6, d5, e6 i f5, és una variant de la defensa holandesa.
|  |

## Generalitats
Tal com el seu nom sembla indicar, l'Stonewall ('mur de pedra'), és una formació sòlida que és difícil de depassar per la força. Si les negres fallen en reaccionar enèrgicament contra l'esquema Stonewall, les blanques poden acabar llançant un atac letal contra el rei negre, típicament jugant el cavall de f3 a e5, avançant el peó-g per allunyar el cavall negre defensor, i fent un sacrifici d'alfil a h7 en el moment oportú (vegeu regal grec), quan les blanques poden portar una de les peces majors (torre o (dama) a la columna-h. Sovint aquest atac és tan poderós que a les blanques no els cal desenvolupar el cavall de b1 i l'alfil de c1. Tradicionalment, els ordinadors d'escacs han estat vulnerables a l'Stonewall perquè les posicions són normalment sense línies tàctiques clares. El blanc simplement es prepara per un assalt portant peces a llocs agressius, sense plantejar amenaces tàctiques immediates, de manera que quan l'ordinador s'adona que el seu rei està sota atac és sovint massa tard. Això, tanmateix, no és sempre el cas amb els ordinadors d'escacs més moderns.
Els desavantatges de l'Stonewall són el hole a e4, i el fet que l'alfil de caselles negres de c1 és completament bloquejat pels seus propis peons. Si les negres es defensen correctament de l'atac blanc, aquestes deficiències estratègiques poden esdevenir bastant serioses. A causa d'això, l'Stonewall no es veu gairebé mai en partides de nivell magistral actualment, mentre que sí que es veu ocasionalment entre jugadors de club. Tanmateix, la variant Stonewall de la defensa holandesa es juga ocasionalment a nivell magistral.
El negre té unes quantes maneres d'enfrontar-se a l'Stonewall. Una elecció que s'ha de fer és si fianquetar un o els dos alfils; el negre pot fer ...b6 i ...Aa6 que aspira a canviar l'alfil blanc a d3, i un fianchetto al flanc de rei amb ...g7-g6 tot evitant la idea blanca d'atacar h7. Un desenvolupament primerenc de l'alfil negre de caselles clares a f5 també limita els plans de les blanques.

## Enciclopèdia d'Obertures d'Escacs
Com que el sistema Stonewall és utilitzat contra una gran varietat de defenses de les negres, l'Enciclopèdia d'Obertures d'Escacs té dificultats en classificar-lo. Entre els codis utilitzats a tal efecte hi ha el D00 (quan les negres han jugat ...d5), l'A45, i l'A03, el codi per a l'obertura Bird.

## Partida d'exemple
|   | a | b | c | d | e | f | g | h |   |
| 8 | a8 negres torre · f8 negres torre · g8 negres rei · a7 negres peó · b7 negres alfil · c7 negres dama · d7 negres cavall · g7 negres peó · b6 negres peó · c6 negres cavall · d6 negres alfil · e6 negres peó · g6 blanques peó · c5 negres peó · d5 negres peó · e5 negres peó · h5 blanques dama · d4 blanques peó · f4 blanques peó · c3 blanques peó · e3 blanques peó · h3 blanques torre · a2 blanques peó · b2 blanques peó · d2 blanques cavall · h2 blanques peó · a1 blanques torre · c1 blanques alfil · g1 blanques rei | a8 negres torre · f8 negres torre · g8 negres rei · a7 negres peó · b7 negres alfil · c7 negres dama · d7 negres cavall · g7 negres peó · b6 negres peó · c6 negres cavall · d6 negres alfil · e6 negres peó · g6 blanques peó · c5 negres peó · d5 negres peó · e5 negres peó · h5 blanques dama · d4 blanques peó · f4 blanques peó · c3 blanques peó · e3 blanques peó · h3 blanques torre · a2 blanques peó · b2 blanques peó · d2 blanques cavall · h2 blanques peó · a1 blanques torre · c1 blanques alfil · g1 blanques rei | a8 negres torre · f8 negres torre · g8 negres rei · a7 negres peó · b7 negres alfil · c7 negres dama · d7 negres cavall · g7 negres peó · b6 negres peó · c6 negres cavall · d6 negres alfil · e6 negres peó · g6 blanques peó · c5 negres peó · d5 negres peó · e5 negres peó · h5 blanques dama · d4 blanques peó · f4 blanques peó · c3 blanques peó · e3 blanques peó · h3 blanques torre · a2 blanques peó · b2 blanques peó · d2 blanques cavall · h2 blanques peó · a1 blanques torre · c1 blanques alfil · g1 blanques rei | a8 negres torre · f8 negres torre · g8 negres rei · a7 negres peó · b7 negres alfil · c7 negres dama · d7 negres cavall · g7 negres peó · b6 negres peó · c6 negres cavall · d6 negres alfil · e6 negres peó · g6 blanques peó · c5 negres peó · d5 negres peó · e5 negres peó · h5 blanques dama · d4 blanques peó · f4 blanques peó · c3 blanques peó · e3 blanques peó · h3 blanques torre · a2 blanques peó · b2 blanques peó · d2 blanques cavall · h2 blanques peó · a1 blanques torre · c1 blanques alfil · g1 blanques rei | a8 negres torre · f8 negres torre · g8 negres rei · a7 negres peó · b7 negres alfil · c7 negres dama · d7 negres cavall · g7 negres peó · b6 negres peó · c6 negres cavall · d6 negres alfil · e6 negres peó · g6 blanques peó · c5 negres peó · d5 negres peó · e5 negres peó · h5 blanques dama · d4 blanques peó · f4 blanques peó · c3 blanques peó · e3 blanques peó · h3 blanques torre · a2 blanques peó · b2 blanques peó · d2 blanques cavall · h2 blanques peó · a1 blanques torre · c1 blanques alfil · g1 blanques rei | a8 negres torre · f8 negres torre · g8 negres rei · a7 negres peó · b7 negres alfil · c7 negres dama · d7 negres cavall · g7 negres peó · b6 negres peó · c6 negres cavall · d6 negres alfil · e6 negres peó · g6 blanques peó · c5 negres peó · d5 negres peó · e5 negres peó · h5 blanques dama · d4 blanques peó · f4 blanques peó · c3 blanques peó · e3 blanques peó · h3 blanques torre · a2 blanques peó · b2 blanques peó · d2 blanques cavall · h2 blanques peó · a1 blanques torre · c1 blanques alfil · g1 blanques rei | a8 negres torre · f8 negres torre · g8 negres rei · a7 negres peó · b7 negres alfil · c7 negres dama · d7 negres cavall · g7 negres peó · b6 negres peó · c6 negres cavall · d6 negres alfil · e6 negres peó · g6 blanques peó · c5 negres peó · d5 negres peó · e5 negres peó · h5 blanques dama · d4 blanques peó · f4 blanques peó · c3 blanques peó · e3 blanques peó · h3 blanques torre · a2 blanques peó · b2 blanques peó · d2 blanques cavall · h2 blanques peó · a1 blanques torre · c1 blanques alfil · g1 blanques rei | a8 negres torre · f8 negres torre · g8 negres rei · a7 negres peó · b7 negres alfil · c7 negres dama · d7 negres cavall · g7 negres peó · b6 negres peó · c6 negres cavall · d6 negres alfil · e6 negres peó · g6 blanques peó · c5 negres peó · d5 negres peó · e5 negres peó · h5 blanques dama · d4 blanques peó · f4 blanques peó · c3 blanques peó · e3 blanques peó · h3 blanques torre · a2 blanques peó · b2 blanques peó · d2 blanques cavall · h2 blanques peó · a1 blanques torre · c1 blanques alfil · g1 blanques rei | 8 |
| 7 | a8 negres torre · f8 negres torre · g8 negres rei · a7 negres peó · b7 negres alfil · c7 negres dama · d7 negres cavall · g7 negres peó · b6 negres peó · c6 negres cavall · d6 negres alfil · e6 negres peó · g6 blanques peó · c5 negres peó · d5 negres peó · e5 negres peó · h5 blanques dama · d4 blanques peó · f4 blanques peó · c3 blanques peó · e3 blanques peó · h3 blanques torre · a2 blanques peó · b2 blanques peó · d2 blanques cavall · h2 blanques peó · a1 blanques torre · c1 blanques alfil · g1 blanques rei | a8 negres torre · f8 negres torre · g8 negres rei · a7 negres peó · b7 negres alfil · c7 negres dama · d7 negres cavall · g7 negres peó · b6 negres peó · c6 negres cavall · d6 negres alfil · e6 negres peó · g6 blanques peó · c5 negres peó · d5 negres peó · e5 negres peó · h5 blanques dama · d4 blanques peó · f4 blanques peó · c3 blanques peó · e3 blanques peó · h3 blanques torre · a2 blanques peó · b2 blanques peó · d2 blanques cavall · h2 blanques peó · a1 blanques torre · c1 blanques alfil · g1 blanques rei | a8 negres torre · f8 negres torre · g8 negres rei · a7 negres peó · b7 negres alfil · c7 negres dama · d7 negres cavall · g7 negres peó · b6 negres peó · c6 negres cavall · d6 negres alfil · e6 negres peó · g6 blanques peó · c5 negres peó · d5 negres peó · e5 negres peó · h5 blanques dama · d4 blanques peó · f4 blanques peó · c3 blanques peó · e3 blanques peó · h3 blanques torre · a2 blanques peó · b2 blanques peó · d2 blanques cavall · h2 blanques peó · a1 blanques torre · c1 blanques alfil · g1 blanques rei | a8 negres torre · f8 negres torre · g8 negres rei · a7 negres peó · b7 negres alfil · c7 negres dama · d7 negres cavall · g7 negres peó · b6 negres peó · c6 negres cavall · d6 negres alfil · e6 negres peó · g6 blanques peó · c5 negres peó · d5 negres peó · e5 negres peó · h5 blanques dama · d4 blanques peó · f4 blanques peó · c3 blanques peó · e3 blanques peó · h3 blanques torre · a2 blanques peó · b2 blanques peó · d2 blanques cavall · h2 blanques peó · a1 blanques torre · c1 blanques alfil · g1 blanques rei | a8 negres torre · f8 negres torre · g8 negres rei · a7 negres peó · b7 negres alfil · c7 negres dama · d7 negres cavall · g7 negres peó · b6 negres peó · c6 negres cavall · d6 negres alfil · e6 negres peó · g6 blanques peó · c5 negres peó · d5 negres peó · e5 negres peó · h5 blanques dama · d4 blanques peó · f4 blanques peó · c3 blanques peó · e3 blanques peó · h3 blanques torre · a2 blanques peó · b2 blanques peó · d2 blanques cavall · h2 blanques peó · a1 blanques torre · c1 blanques alfil · g1 blanques rei | a8 negres torre · f8 negres torre · g8 negres rei · a7 negres peó · b7 negres alfil · c7 negres dama · d7 negres cavall · g7 negres peó · b6 negres peó · c6 negres cavall · d6 negres alfil · e6 negres peó · g6 blanques peó · c5 negres peó · d5 negres peó · e5 negres peó · h5 blanques dama · d4 blanques peó · f4 blanques peó · c3 blanques peó · e3 blanques peó · h3 blanques torre · a2 blanques peó · b2 blanques peó · d2 blanques cavall · h2 blanques peó · a1 blanques torre · c1 blanques alfil · g1 blanques rei | a8 negres torre · f8 negres torre · g8 negres rei · a7 negres peó · b7 negres alfil · c7 negres dama · d7 negres cavall · g7 negres peó · b6 negres peó · c6 negres cavall · d6 negres alfil · e6 negres peó · g6 blanques peó · c5 negres peó · d5 negres peó · e5 negres peó · h5 blanques dama · d4 blanques peó · f4 blanques peó · c3 blanques peó · e3 blanques peó · h3 blanques torre · a2 blanques peó · b2 blanques peó · d2 blanques cavall · h2 blanques peó · a1 blanques torre · c1 blanques alfil · g1 blanques rei | a8 negres torre · f8 negres torre · g8 negres rei · a7 negres peó · b7 negres alfil · c7 negres dama · d7 negres cavall · g7 negres peó · b6 negres peó · c6 negres cavall · d6 negres alfil · e6 negres peó · g6 blanques peó · c5 negres peó · d5 negres peó · e5 negres peó · h5 blanques dama · d4 blanques peó · f4 blanques peó · c3 blanques peó · e3 blanques peó · h3 blanques torre · a2 blanques peó · b2 blanques peó · d2 blanques cavall · h2 blanques peó · a1 blanques torre · c1 blanques alfil · g1 blanques rei | 7 |
| 6 | a8 negres torre · f8 negres torre · g8 negres rei · a7 negres peó · b7 negres alfil · c7 negres dama · d7 negres cavall · g7 negres peó · b6 negres peó · c6 negres cavall · d6 negres alfil · e6 negres peó · g6 blanques peó · c5 negres peó · d5 negres peó · e5 negres peó · h5 blanques dama · d4 blanques peó · f4 blanques peó · c3 blanques peó · e3 blanques peó · h3 blanques torre · a2 blanques peó · b2 blanques peó · d2 blanques cavall · h2 blanques peó · a1 blanques torre · c1 blanques alfil · g1 blanques rei | a8 negres torre · f8 negres torre · g8 negres rei · a7 negres peó · b7 negres alfil · c7 negres dama · d7 negres cavall · g7 negres peó · b6 negres peó · c6 negres cavall · d6 negres alfil · e6 negres peó · g6 blanques peó · c5 negres peó · d5 negres peó · e5 negres peó · h5 blanques dama · d4 blanques peó · f4 blanques peó · c3 blanques peó · e3 blanques peó · h3 blanques torre · a2 blanques peó · b2 blanques peó · d2 blanques cavall · h2 blanques peó · a1 blanques torre · c1 blanques alfil · g1 blanques rei | a8 negres torre · f8 negres torre · g8 negres rei · a7 negres peó · b7 negres alfil · c7 negres dama · d7 negres cavall · g7 negres peó · b6 negres peó · c6 negres cavall · d6 negres alfil · e6 negres peó · g6 blanques peó · c5 negres peó · d5 negres peó · e5 negres peó · h5 blanques dama · d4 blanques peó · f4 blanques peó · c3 blanques peó · e3 blanques peó · h3 blanques torre · a2 blanques peó · b2 blanques peó · d2 blanques cavall · h2 blanques peó · a1 blanques torre · c1 blanques alfil · g1 blanques rei | a8 negres torre · f8 negres torre · g8 negres rei · a7 negres peó · b7 negres alfil · c7 negres dama · d7 negres cavall · g7 negres peó · b6 negres peó · c6 negres cavall · d6 negres alfil · e6 negres peó · g6 blanques peó · c5 negres peó · d5 negres peó · e5 negres peó · h5 blanques dama · d4 blanques peó · f4 blanques peó · c3 blanques peó · e3 blanques peó · h3 blanques torre · a2 blanques peó · b2 blanques peó · d2 blanques cavall · h2 blanques peó · a1 blanques torre · c1 blanques alfil · g1 blanques rei | a8 negres torre · f8 negres torre · g8 negres rei · a7 negres peó · b7 negres alfil · c7 negres dama · d7 negres cavall · g7 negres peó · b6 negres peó · c6 negres cavall · d6 negres alfil · e6 negres peó · g6 blanques peó · c5 negres peó · d5 negres peó · e5 negres peó · h5 blanques dama · d4 blanques peó · f4 blanques peó · c3 blanques peó · e3 blanques peó · h3 blanques torre · a2 blanques peó · b2 blanques peó · d2 blanques cavall · h2 blanques peó · a1 blanques torre · c1 blanques alfil · g1 blanques rei | a8 negres torre · f8 negres torre · g8 negres rei · a7 negres peó · b7 negres alfil · c7 negres dama · d7 negres cavall · g7 negres peó · b6 negres peó · c6 negres cavall · d6 negres alfil · e6 negres peó · g6 blanques peó · c5 negres peó · d5 negres peó · e5 negres peó · h5 blanques dama · d4 blanques peó · f4 blanques peó · c3 blanques peó · e3 blanques peó · h3 blanques torre · a2 blanques peó · b2 blanques peó · d2 blanques cavall · h2 blanques peó · a1 blanques torre · c1 blanques alfil · g1 blanques rei | a8 negres torre · f8 negres torre · g8 negres rei · a7 negres peó · b7 negres alfil · c7 negres dama · d7 negres cavall · g7 negres peó · b6 negres peó · c6 negres cavall · d6 negres alfil · e6 negres peó · g6 blanques peó · c5 negres peó · d5 negres peó · e5 negres peó · h5 blanques dama · d4 blanques peó · f4 blanques peó · c3 blanques peó · e3 blanques peó · h3 blanques torre · a2 blanques peó · b2 blanques peó · d2 blanques cavall · h2 blanques peó · a1 blanques torre · c1 blanques alfil · g1 blanques rei | a8 negres torre · f8 negres torre · g8 negres rei · a7 negres peó · b7 negres alfil · c7 negres dama · d7 negres cavall · g7 negres peó · b6 negres peó · c6 negres cavall · d6 negres alfil · e6 negres peó · g6 blanques peó · c5 negres peó · d5 negres peó · e5 negres peó · h5 blanques dama · d4 blanques peó · f4 blanques peó · c3 blanques peó · e3 blanques peó · h3 blanques torre · a2 blanques peó · b2 blanques peó · d2 blanques cavall · h2 blanques peó · a1 blanques torre · c1 blanques alfil · g1 blanques rei | 6 |
| 5 | a8 negres torre · f8 negres torre · g8 negres rei · a7 negres peó · b7 negres alfil · c7 negres dama · d7 negres cavall · g7 negres peó · b6 negres peó · c6 negres cavall · d6 negres alfil · e6 negres peó · g6 blanques peó · c5 negres peó · d5 negres peó · e5 negres peó · h5 blanques dama · d4 blanques peó · f4 blanques peó · c3 blanques peó · e3 blanques peó · h3 blanques torre · a2 blanques peó · b2 blanques peó · d2 blanques cavall · h2 blanques peó · a1 blanques torre · c1 blanques alfil · g1 blanques rei | a8 negres torre · f8 negres torre · g8 negres rei · a7 negres peó · b7 negres alfil · c7 negres dama · d7 negres cavall · g7 negres peó · b6 negres peó · c6 negres cavall · d6 negres alfil · e6 negres peó · g6 blanques peó · c5 negres peó · d5 negres peó · e5 negres peó · h5 blanques dama · d4 blanques peó · f4 blanques peó · c3 blanques peó · e3 blanques peó · h3 blanques torre · a2 blanques peó · b2 blanques peó · d2 blanques cavall · h2 blanques peó · a1 blanques torre · c1 blanques alfil · g1 blanques rei | a8 negres torre · f8 negres torre · g8 negres rei · a7 negres peó · b7 negres alfil · c7 negres dama · d7 negres cavall · g7 negres peó · b6 negres peó · c6 negres cavall · d6 negres alfil · e6 negres peó · g6 blanques peó · c5 negres peó · d5 negres peó · e5 negres peó · h5 blanques dama · d4 blanques peó · f4 blanques peó · c3 blanques peó · e3 blanques peó · h3 blanques torre · a2 blanques peó · b2 blanques peó · d2 blanques cavall · h2 blanques peó · a1 blanques torre · c1 blanques alfil · g1 blanques rei | a8 negres torre · f8 negres torre · g8 negres rei · a7 negres peó · b7 negres alfil · c7 negres dama · d7 negres cavall · g7 negres peó · b6 negres peó · c6 negres cavall · d6 negres alfil · e6 negres peó · g6 blanques peó · c5 negres peó · d5 negres peó · e5 negres peó · h5 blanques dama · d4 blanques peó · f4 blanques peó · c3 blanques peó · e3 blanques peó · h3 blanques torre · a2 blanques peó · b2 blanques peó · d2 blanques cavall · h2 blanques peó · a1 blanques torre · c1 blanques alfil · g1 blanques rei | a8 negres torre · f8 negres torre · g8 negres rei · a7 negres peó · b7 negres alfil · c7 negres dama · d7 negres cavall · g7 negres peó · b6 negres peó · c6 negres cavall · d6 negres alfil · e6 negres peó · g6 blanques peó · c5 negres peó · d5 negres peó · e5 negres peó · h5 blanques dama · d4 blanques peó · f4 blanques peó · c3 blanques peó · e3 blanques peó · h3 blanques torre · a2 blanques peó · b2 blanques peó · d2 blanques cavall · h2 blanques peó · a1 blanques torre · c1 blanques alfil · g1 blanques rei | a8 negres torre · f8 negres torre · g8 negres rei · a7 negres peó · b7 negres alfil · c7 negres dama · d7 negres cavall · g7 negres peó · b6 negres peó · c6 negres cavall · d6 negres alfil · e6 negres peó · g6 blanques peó · c5 negres peó · d5 negres peó · e5 negres peó · h5 blanques dama · d4 blanques peó · f4 blanques peó · c3 blanques peó · e3 blanques peó · h3 blanques torre · a2 blanques peó · b2 blanques peó · d2 blanques cavall · h2 blanques peó · a1 blanques torre · c1 blanques alfil · g1 blanques rei | a8 negres torre · f8 negres torre · g8 negres rei · a7 negres peó · b7 negres alfil · c7 negres dama · d7 negres cavall · g7 negres peó · b6 negres peó · c6 negres cavall · d6 negres alfil · e6 negres peó · g6 blanques peó · c5 negres peó · d5 negres peó · e5 negres peó · h5 blanques dama · d4 blanques peó · f4 blanques peó · c3 blanques peó · e3 blanques peó · h3 blanques torre · a2 blanques peó · b2 blanques peó · d2 blanques cavall · h2 blanques peó · a1 blanques torre · c1 blanques alfil · g1 blanques rei | a8 negres torre · f8 negres torre · g8 negres rei · a7 negres peó · b7 negres alfil · c7 negres dama · d7 negres cavall · g7 negres peó · b6 negres peó · c6 negres cavall · d6 negres alfil · e6 negres peó · g6 blanques peó · c5 negres peó · d5 negres peó · e5 negres peó · h5 blanques dama · d4 blanques peó · f4 blanques peó · c3 blanques peó · e3 blanques peó · h3 blanques torre · a2 blanques peó · b2 blanques peó · d2 blanques cavall · h2 blanques peó · a1 blanques torre · c1 blanques alfil · g1 blanques rei | 5 |
| 4 | a8 negres torre · f8 negres torre · g8 negres rei · a7 negres peó · b7 negres alfil · c7 negres dama · d7 negres cavall · g7 negres peó · b6 negres peó · c6 negres cavall · d6 negres alfil · e6 negres peó · g6 blanques peó · c5 negres peó · d5 negres peó · e5 negres peó · h5 blanques dama · d4 blanques peó · f4 blanques peó · c3 blanques peó · e3 blanques peó · h3 blanques torre · a2 blanques peó · b2 blanques peó · d2 blanques cavall · h2 blanques peó · a1 blanques torre · c1 blanques alfil · g1 blanques rei | a8 negres torre · f8 negres torre · g8 negres rei · a7 negres peó · b7 negres alfil · c7 negres dama · d7 negres cavall · g7 negres peó · b6 negres peó · c6 negres cavall · d6 negres alfil · e6 negres peó · g6 blanques peó · c5 negres peó · d5 negres peó · e5 negres peó · h5 blanques dama · d4 blanques peó · f4 blanques peó · c3 blanques peó · e3 blanques peó · h3 blanques torre · a2 blanques peó · b2 blanques peó · d2 blanques cavall · h2 blanques peó · a1 blanques torre · c1 blanques alfil · g1 blanques rei | a8 negres torre · f8 negres torre · g8 negres rei · a7 negres peó · b7 negres alfil · c7 negres dama · d7 negres cavall · g7 negres peó · b6 negres peó · c6 negres cavall · d6 negres alfil · e6 negres peó · g6 blanques peó · c5 negres peó · d5 negres peó · e5 negres peó · h5 blanques dama · d4 blanques peó · f4 blanques peó · c3 blanques peó · e3 blanques peó · h3 blanques torre · a2 blanques peó · b2 blanques peó · d2 blanques cavall · h2 blanques peó · a1 blanques torre · c1 blanques alfil · g1 blanques rei | a8 negres torre · f8 negres torre · g8 negres rei · a7 negres peó · b7 negres alfil · c7 negres dama · d7 negres cavall · g7 negres peó · b6 negres peó · c6 negres cavall · d6 negres alfil · e6 negres peó · g6 blanques peó · c5 negres peó · d5 negres peó · e5 negres peó · h5 blanques dama · d4 blanques peó · f4 blanques peó · c3 blanques peó · e3 blanques peó · h3 blanques torre · a2 blanques peó · b2 blanques peó · d2 blanques cavall · h2 blanques peó · a1 blanques torre · c1 blanques alfil · g1 blanques rei | a8 negres torre · f8 negres torre · g8 negres rei · a7 negres peó · b7 negres alfil · c7 negres dama · d7 negres cavall · g7 negres peó · b6 negres peó · c6 negres cavall · d6 negres alfil · e6 negres peó · g6 blanques peó · c5 negres peó · d5 negres peó · e5 negres peó · h5 blanques dama · d4 blanques peó · f4 blanques peó · c3 blanques peó · e3 blanques peó · h3 blanques torre · a2 blanques peó · b2 blanques peó · d2 blanques cavall · h2 blanques peó · a1 blanques torre · c1 blanques alfil · g1 blanques rei | a8 negres torre · f8 negres torre · g8 negres rei · a7 negres peó · b7 negres alfil · c7 negres dama · d7 negres cavall · g7 negres peó · b6 negres peó · c6 negres cavall · d6 negres alfil · e6 negres peó · g6 blanques peó · c5 negres peó · d5 negres peó · e5 negres peó · h5 blanques dama · d4 blanques peó · f4 blanques peó · c3 blanques peó · e3 blanques peó · h3 blanques torre · a2 blanques peó · b2 blanques peó · d2 blanques cavall · h2 blanques peó · a1 blanques torre · c1 blanques alfil · g1 blanques rei | a8 negres torre · f8 negres torre · g8 negres rei · a7 negres peó · b7 negres alfil · c7 negres dama · d7 negres cavall · g7 negres peó · b6 negres peó · c6 negres cavall · d6 negres alfil · e6 negres peó · g6 blanques peó · c5 negres peó · d5 negres peó · e5 negres peó · h5 blanques dama · d4 blanques peó · f4 blanques peó · c3 blanques peó · e3 blanques peó · h3 blanques torre · a2 blanques peó · b2 blanques peó · d2 blanques cavall · h2 blanques peó · a1 blanques torre · c1 blanques alfil · g1 blanques rei | a8 negres torre · f8 negres torre · g8 negres rei · a7 negres peó · b7 negres alfil · c7 negres dama · d7 negres cavall · g7 negres peó · b6 negres peó · c6 negres cavall · d6 negres alfil · e6 negres peó · g6 blanques peó · c5 negres peó · d5 negres peó · e5 negres peó · h5 blanques dama · d4 blanques peó · f4 blanques peó · c3 blanques peó · e3 blanques peó · h3 blanques torre · a2 blanques peó · b2 blanques peó · d2 blanques cavall · h2 blanques peó · a1 blanques torre · c1 blanques alfil · g1 blanques rei | 4 |
| 3 | a8 negres torre · f8 negres torre · g8 negres rei · a7 negres peó · b7 negres alfil · c7 negres dama · d7 negres cavall · g7 negres peó · b6 negres peó · c6 negres cavall · d6 negres alfil · e6 negres peó · g6 blanques peó · c5 negres peó · d5 negres peó · e5 negres peó · h5 blanques dama · d4 blanques peó · f4 blanques peó · c3 blanques peó · e3 blanques peó · h3 blanques torre · a2 blanques peó · b2 blanques peó · d2 blanques cavall · h2 blanques peó · a1 blanques torre · c1 blanques alfil · g1 blanques rei | a8 negres torre · f8 negres torre · g8 negres rei · a7 negres peó · b7 negres alfil · c7 negres dama · d7 negres cavall · g7 negres peó · b6 negres peó · c6 negres cavall · d6 negres alfil · e6 negres peó · g6 blanques peó · c5 negres peó · d5 negres peó · e5 negres peó · h5 blanques dama · d4 blanques peó · f4 blanques peó · c3 blanques peó · e3 blanques peó · h3 blanques torre · a2 blanques peó · b2 blanques peó · d2 blanques cavall · h2 blanques peó · a1 blanques torre · c1 blanques alfil · g1 blanques rei | a8 negres torre · f8 negres torre · g8 negres rei · a7 negres peó · b7 negres alfil · c7 negres dama · d7 negres cavall · g7 negres peó · b6 negres peó · c6 negres cavall · d6 negres alfil · e6 negres peó · g6 blanques peó · c5 negres peó · d5 negres peó · e5 negres peó · h5 blanques dama · d4 blanques peó · f4 blanques peó · c3 blanques peó · e3 blanques peó · h3 blanques torre · a2 blanques peó · b2 blanques peó · d2 blanques cavall · h2 blanques peó · a1 blanques torre · c1 blanques alfil · g1 blanques rei | a8 negres torre · f8 negres torre · g8 negres rei · a7 negres peó · b7 negres alfil · c7 negres dama · d7 negres cavall · g7 negres peó · b6 negres peó · c6 negres cavall · d6 negres alfil · e6 negres peó · g6 blanques peó · c5 negres peó · d5 negres peó · e5 negres peó · h5 blanques dama · d4 blanques peó · f4 blanques peó · c3 blanques peó · e3 blanques peó · h3 blanques torre · a2 blanques peó · b2 blanques peó · d2 blanques cavall · h2 blanques peó · a1 blanques torre · c1 blanques alfil · g1 blanques rei | a8 negres torre · f8 negres torre · g8 negres rei · a7 negres peó · b7 negres alfil · c7 negres dama · d7 negres cavall · g7 negres peó · b6 negres peó · c6 negres cavall · d6 negres alfil · e6 negres peó · g6 blanques peó · c5 negres peó · d5 negres peó · e5 negres peó · h5 blanques dama · d4 blanques peó · f4 blanques peó · c3 blanques peó · e3 blanques peó · h3 blanques torre · a2 blanques peó · b2 blanques peó · d2 blanques cavall · h2 blanques peó · a1 blanques torre · c1 blanques alfil · g1 blanques rei | a8 negres torre · f8 negres torre · g8 negres rei · a7 negres peó · b7 negres alfil · c7 negres dama · d7 negres cavall · g7 negres peó · b6 negres peó · c6 negres cavall · d6 negres alfil · e6 negres peó · g6 blanques peó · c5 negres peó · d5 negres peó · e5 negres peó · h5 blanques dama · d4 blanques peó · f4 blanques peó · c3 blanques peó · e3 blanques peó · h3 blanques torre · a2 blanques peó · b2 blanques peó · d2 blanques cavall · h2 blanques peó · a1 blanques torre · c1 blanques alfil · g1 blanques rei | a8 negres torre · f8 negres torre · g8 negres rei · a7 negres peó · b7 negres alfil · c7 negres dama · d7 negres cavall · g7 negres peó · b6 negres peó · c6 negres cavall · d6 negres alfil · e6 negres peó · g6 blanques peó · c5 negres peó · d5 negres peó · e5 negres peó · h5 blanques dama · d4 blanques peó · f4 blanques peó · c3 blanques peó · e3 blanques peó · h3 blanques torre · a2 blanques peó · b2 blanques peó · d2 blanques cavall · h2 blanques peó · a1 blanques torre · c1 blanques alfil · g1 blanques rei | a8 negres torre · f8 negres torre · g8 negres rei · a7 negres peó · b7 negres alfil · c7 negres dama · d7 negres cavall · g7 negres peó · b6 negres peó · c6 negres cavall · d6 negres alfil · e6 negres peó · g6 blanques peó · c5 negres peó · d5 negres peó · e5 negres peó · h5 blanques dama · d4 blanques peó · f4 blanques peó · c3 blanques peó · e3 blanques peó · h3 blanques torre · a2 blanques peó · b2 blanques peó · d2 blanques cavall · h2 blanques peó · a1 blanques torre · c1 blanques alfil · g1 blanques rei | 3 |
| 2 | a8 negres torre · f8 negres torre · g8 negres rei · a7 negres peó · b7 negres alfil · c7 negres dama · d7 negres cavall · g7 negres peó · b6 negres peó · c6 negres cavall · d6 negres alfil · e6 negres peó · g6 blanques peó · c5 negres peó · d5 negres peó · e5 negres peó · h5 blanques dama · d4 blanques peó · f4 blanques peó · c3 blanques peó · e3 blanques peó · h3 blanques torre · a2 blanques peó · b2 blanques peó · d2 blanques cavall · h2 blanques peó · a1 blanques torre · c1 blanques alfil · g1 blanques rei | a8 negres torre · f8 negres torre · g8 negres rei · a7 negres peó · b7 negres alfil · c7 negres dama · d7 negres cavall · g7 negres peó · b6 negres peó · c6 negres cavall · d6 negres alfil · e6 negres peó · g6 blanques peó · c5 negres peó · d5 negres peó · e5 negres peó · h5 blanques dama · d4 blanques peó · f4 blanques peó · c3 blanques peó · e3 blanques peó · h3 blanques torre · a2 blanques peó · b2 blanques peó · d2 blanques cavall · h2 blanques peó · a1 blanques torre · c1 blanques alfil · g1 blanques rei | a8 negres torre · f8 negres torre · g8 negres rei · a7 negres peó · b7 negres alfil · c7 negres dama · d7 negres cavall · g7 negres peó · b6 negres peó · c6 negres cavall · d6 negres alfil · e6 negres peó · g6 blanques peó · c5 negres peó · d5 negres peó · e5 negres peó · h5 blanques dama · d4 blanques peó · f4 blanques peó · c3 blanques peó · e3 blanques peó · h3 blanques torre · a2 blanques peó · b2 blanques peó · d2 blanques cavall · h2 blanques peó · a1 blanques torre · c1 blanques alfil · g1 blanques rei | a8 negres torre · f8 negres torre · g8 negres rei · a7 negres peó · b7 negres alfil · c7 negres dama · d7 negres cavall · g7 negres peó · b6 negres peó · c6 negres cavall · d6 negres alfil · e6 negres peó · g6 blanques peó · c5 negres peó · d5 negres peó · e5 negres peó · h5 blanques dama · d4 blanques peó · f4 blanques peó · c3 blanques peó · e3 blanques peó · h3 blanques torre · a2 blanques peó · b2 blanques peó · d2 blanques cavall · h2 blanques peó · a1 blanques torre · c1 blanques alfil · g1 blanques rei | a8 negres torre · f8 negres torre · g8 negres rei · a7 negres peó · b7 negres alfil · c7 negres dama · d7 negres cavall · g7 negres peó · b6 negres peó · c6 negres cavall · d6 negres alfil · e6 negres peó · g6 blanques peó · c5 negres peó · d5 negres peó · e5 negres peó · h5 blanques dama · d4 blanques peó · f4 blanques peó · c3 blanques peó · e3 blanques peó · h3 blanques torre · a2 blanques peó · b2 blanques peó · d2 blanques cavall · h2 blanques peó · a1 blanques torre · c1 blanques alfil · g1 blanques rei | a8 negres torre · f8 negres torre · g8 negres rei · a7 negres peó · b7 negres alfil · c7 negres dama · d7 negres cavall · g7 negres peó · b6 negres peó · c6 negres cavall · d6 negres alfil · e6 negres peó · g6 blanques peó · c5 negres peó · d5 negres peó · e5 negres peó · h5 blanques dama · d4 blanques peó · f4 blanques peó · c3 blanques peó · e3 blanques peó · h3 blanques torre · a2 blanques peó · b2 blanques peó · d2 blanques cavall · h2 blanques peó · a1 blanques torre · c1 blanques alfil · g1 blanques rei | a8 negres torre · f8 negres torre · g8 negres rei · a7 negres peó · b7 negres alfil · c7 negres dama · d7 negres cavall · g7 negres peó · b6 negres peó · c6 negres cavall · d6 negres alfil · e6 negres peó · g6 blanques peó · c5 negres peó · d5 negres peó · e5 negres peó · h5 blanques dama · d4 blanques peó · f4 blanques peó · c3 blanques peó · e3 blanques peó · h3 blanques torre · a2 blanques peó · b2 blanques peó · d2 blanques cavall · h2 blanques peó · a1 blanques torre · c1 blanques alfil · g1 blanques rei | a8 negres torre · f8 negres torre · g8 negres rei · a7 negres peó · b7 negres alfil · c7 negres dama · d7 negres cavall · g7 negres peó · b6 negres peó · c6 negres cavall · d6 negres alfil · e6 negres peó · g6 blanques peó · c5 negres peó · d5 negres peó · e5 negres peó · h5 blanques dama · d4 blanques peó · f4 blanques peó · c3 blanques peó · e3 blanques peó · h3 blanques torre · a2 blanques peó · b2 blanques peó · d2 blanques cavall · h2 blanques peó · a1 blanques torre · c1 blanques alfil · g1 blanques rei | 2 |
| 1 | a8 negres torre · f8 negres torre · g8 negres rei · a7 negres peó · b7 negres alfil · c7 negres dama · d7 negres cavall · g7 negres peó · b6 negres peó · c6 negres cavall · d6 negres alfil · e6 negres peó · g6 blanques peó · c5 negres peó · d5 negres peó · e5 negres peó · h5 blanques dama · d4 blanques peó · f4 blanques peó · c3 blanques peó · e3 blanques peó · h3 blanques torre · a2 blanques peó · b2 blanques peó · d2 blanques cavall · h2 blanques peó · a1 blanques torre · c1 blanques alfil · g1 blanques rei | a8 negres torre · f8 negres torre · g8 negres rei · a7 negres peó · b7 negres alfil · c7 negres dama · d7 negres cavall · g7 negres peó · b6 negres peó · c6 negres cavall · d6 negres alfil · e6 negres peó · g6 blanques peó · c5 negres peó · d5 negres peó · e5 negres peó · h5 blanques dama · d4 blanques peó · f4 blanques peó · c3 blanques peó · e3 blanques peó · h3 blanques torre · a2 blanques peó · b2 blanques peó · d2 blanques cavall · h2 blanques peó · a1 blanques torre · c1 blanques alfil · g1 blanques rei | a8 negres torre · f8 negres torre · g8 negres rei · a7 negres peó · b7 negres alfil · c7 negres dama · d7 negres cavall · g7 negres peó · b6 negres peó · c6 negres cavall · d6 negres alfil · e6 negres peó · g6 blanques peó · c5 negres peó · d5 negres peó · e5 negres peó · h5 blanques dama · d4 blanques peó · f4 blanques peó · c3 blanques peó · e3 blanques peó · h3 blanques torre · a2 blanques peó · b2 blanques peó · d2 blanques cavall · h2 blanques peó · a1 blanques torre · c1 blanques alfil · g1 blanques rei | a8 negres torre · f8 negres torre · g8 negres rei · a7 negres peó · b7 negres alfil · c7 negres dama · d7 negres cavall · g7 negres peó · b6 negres peó · c6 negres cavall · d6 negres alfil · e6 negres peó · g6 blanques peó · c5 negres peó · d5 negres peó · e5 negres peó · h5 blanques dama · d4 blanques peó · f4 blanques peó · c3 blanques peó · e3 blanques peó · h3 blanques torre · a2 blanques peó · b2 blanques peó · d2 blanques cavall · h2 blanques peó · a1 blanques torre · c1 blanques alfil · g1 blanques rei | a8 negres torre · f8 negres torre · g8 negres rei · a7 negres peó · b7 negres alfil · c7 negres dama · d7 negres cavall · g7 negres peó · b6 negres peó · c6 negres cavall · d6 negres alfil · e6 negres peó · g6 blanques peó · c5 negres peó · d5 negres peó · e5 negres peó · h5 blanques dama · d4 blanques peó · f4 blanques peó · c3 blanques peó · e3 blanques peó · h3 blanques torre · a2 blanques peó · b2 blanques peó · d2 blanques cavall · h2 blanques peó · a1 blanques torre · c1 blanques alfil · g1 blanques rei | a8 negres torre · f8 negres torre · g8 negres rei · a7 negres peó · b7 negres alfil · c7 negres dama · d7 negres cavall · g7 negres peó · b6 negres peó · c6 negres cavall · d6 negres alfil · e6 negres peó · g6 blanques peó · c5 negres peó · d5 negres peó · e5 negres peó · h5 blanques dama · d4 blanques peó · f4 blanques peó · c3 blanques peó · e3 blanques peó · h3 blanques torre · a2 blanques peó · b2 blanques peó · d2 blanques cavall · h2 blanques peó · a1 blanques torre · c1 blanques alfil · g1 blanques rei | a8 negres torre · f8 negres torre · g8 negres rei · a7 negres peó · b7 negres alfil · c7 negres dama · d7 negres cavall · g7 negres peó · b6 negres peó · c6 negres cavall · d6 negres alfil · e6 negres peó · g6 blanques peó · c5 negres peó · d5 negres peó · e5 negres peó · h5 blanques dama · d4 blanques peó · f4 blanques peó · c3 blanques peó · e3 blanques peó · h3 blanques torre · a2 blanques peó · b2 blanques peó · d2 blanques cavall · h2 blanques peó · a1 blanques torre · c1 blanques alfil · g1 blanques rei | a8 negres torre · f8 negres torre · g8 negres rei · a7 negres peó · b7 negres alfil · c7 negres dama · d7 negres cavall · g7 negres peó · b6 negres peó · c6 negres cavall · d6 negres alfil · e6 negres peó · g6 blanques peó · c5 negres peó · d5 negres peó · e5 negres peó · h5 blanques dama · d4 blanques peó · f4 blanques peó · c3 blanques peó · e3 blanques peó · h3 blanques torre · a2 blanques peó · b2 blanques peó · d2 blanques cavall · h2 blanques peó · a1 blanques torre · c1 blanques alfil · g1 blanques rei | 1 |
|   | a | b | c | d | e | f | g | h |   |

Aquesta partida il·lustra què pot passar si les negres es defensen poc hàbilment.
1. d4 d5 2. f4 Cf6 3. e3 e6 4. Cf3 c5 5. c3 Cc6 6. Ad3 Ad6 7. O-O O-O 8. Cbd2 b6 9. Ce5 Ab7 10. g4 Dc7 11. g5 Cd7 12. Axh7+ Rxh7 13. Dh5+ Rg8 14. Tf3 f6 15. Th3 fxe5 16. g6 1-0